# Ilija Stolica
Ilija Stolica (szerb cirill betűkkel: Илија Столица; Zimony, 1978. július 7. –) szerb labdarúgó, csatár, edző. Jelenleg a szlovák AS Trenčín vezetőedzője.

## Pályafutása

### Játékosként
Stolica szülővárosa csapatában, a Zemunban kezdett el futballozni. Az 1998-1999-es szezonban a spanyol másodosztályú UE Lleida játékosa volt, majd visszatért a Zemunhoz. 2000-ben leigazolta őt az FK Partizan csapata. A 2001–2002-es idényben tizenkilenc gólt szerzett, amivel a jugoszláv bajnokság góllövőlistáján a második helyén végzett. A 2003-2004-es idényben az ukrán Metalurh Doneck csapatához igazolt, majd az OFK Beograd csapatához szerződött. 2005 és 2008 között nyolcvanhat mérkőzésen húsz gólt szerzett a belga élvonalban a Sint-Truidense és a RAEC Mons játékosaként. Később futballozott még Görögországban és Montenegróban, 2011-ben az MLS-ben szerepelt New England Revolution csapatától vonult vissza. 1999-ben három mérkőzésen szerepelt a jugoszláv U21-es válogatottban.

### Edzőként
Stolica 2015 és 2016 között a szerb U17-es labdarúgó-válogatott szövetségi kapitánya volt; ő irányította a 2016-os U17-es labdarúgó-Európa-bajnokságon szerepelt csapatot. 2016 novemberében kinevezték a szerb élvonabeli Voždovac vezetőedzőjének; negyvenhat bajnoki mérkőzésen húsz győzelem, tíz döntetlen és tizenhat vereség a mérlege a csapattal. 2018 februárjában a Vojvodina edzője lett, azonban egy hónap múlva menesztették. 2019 októbere és 2021 októbere között a szerb U21-es labdarúgó-válogatott szövetségi kapitánya volt. 2021 januárjában Ljubiša Tumbaković lemondását követően őt nevezték ki a szerb labdarúgó-válogatott megbízott vezetőedzőjének; két felkészülési mérkőzésen irányította a csapatot, amelyeken két gól nélküli döntetlen született (a Dominikai Köztársaság és Panama ellen); helyét 2021 márciusában Dragan Stojković vette át. 2022 nyarán egy hónapig korábbi csapatának, az FK Partizannak a vezetőedzője volt. 2023 május óta a szlovák élvonalbeli AS Trenčín menedzsere.